# 주도쿄 홍콩 경제무역대표부
주도쿄 홍콩 경제무역대표부(중국어: 香港駐東京經濟貿易辦事處, 영어: Hong Kong Economic and Trade Office (Tokyo), 준말: HKETO (Tokyo), 일본어: 香港特別行政区政府 駐東京経済貿易代表部)는 중화인민공화국 홍콩 특별행정구 정부가 일본 도쿄도에 설치한 홍콩 경제무역대표부이다. 1988년 9월에 설립되었으며 도쿄도 지요다구에 위치한다. 일본에서 홍콩 특별행정구 정부를 대표하는 기구이기도 하다.
대표부는 홍콩과의 양자 무역 및 투자를 촉진하고 비즈니스 공동체 및 홍보 기관에 홍콩의 중요한 발전 사항을 알린다. 또한 관련 국가의 조직과 공식 방문, 세미나 및 연락 이벤트를 조직하고 홍콩 및 중국 대륙에서 비즈니스 기회를 찾는 이들 국가의 투자자를 지원하는 허브 역할을 한다. 대표부는 경제, 무역, 투자, 관광 및 문화 교류와 같은 다양한 분야에서 일본과 홍콩 간의 상호 협력을 촉진한다. 또한 일본 기업이 홍콩에 투자하고 비즈니스를 수행하는 데 도움을 준다. 2003년 3월부터는 대한민국과 관련된 업무를 담당하고 있으며 서울에 산하 자문 사무소를 운영하고 있다.

## 역대 대표
1. 렁사이와 (중국어: 梁世華, 임기: 1997년 ~ 1999년)
2. 정만이 (중국어: 張敏儀, 임기: 1999년 ~ 2002년)
3. 퐁지와이 (중국어: 方志偉, 임기: 2002년 ~ 2006년)
4. 팡윈이 (중국어: 彭婉儀, 임기: 2006년 ~ 2011년)
5. 웡빅이 (중국어: 黃碧兒, 임기: 2011년 ~ 2016년)
6. 융푸이만 (중국어: 翁佩雯, 임기: 2016년 ~ 2020년)
7. 우거이와 (중국어: 胡鉅華, 대행, 임기: 2020년 ~ 2022년)
8. 아우와이삼 (중국어: 歐慧心, 임기: 2022년 ~ 현재)

## 같이 보기
- 홍콩 경제무역대표부
- 주홍콩 일본 총영사관